# سليم الشيخ
سليم الشيخ (1972، الرباط) إعلامي فرنكفوني مغربي، مدير عام القناة الثانية المغربية منذ 24 يونيو 2008 خلفا لمصطفى بنعلي. حصل على شهادة الباكالوريا من ثانوية مولاي يوسف في الرباط سنة 1990 وتخرج عام 1994 من المعهد العالي للتجارة وإدارة المقاولات بدبلوم في التسويق والاتصال. اشتغل في مجموعة بيل الفرنسية والتي تسوق جبنتي «البقرة الضاحكة» و«كيري» في المغرب. التحق في يناير 2006 بالشركة الوطنية للإذاعة والتلفزة ليعين بعدها على رأس إدارة القناة الثانية.
يشكل سليم الشيخ، جنبا إلى سميرة سيطايل وفيصل العرايشي، اللوبي الفرنكفوني المدافع عن استمرار بروز اللغة الفرنسية في القناة الثانية والرافض لتعريب البرامج بشكل كامل.
نشرت صحافية متدربة، تسمى سلوى بوشعيب، اشتغلت كعارضة أزياء، صورا لمحادثات بينها وبين سليم الشيخ، متهمة إياه بالتحرش الجنسي بها وبعدد من الصحافيات المتدربات في القناة الثانية. في 6 فبراير 2017 قدم سليم الشيخ شكوى بالسب والقدف والتشهير والابتزاز ضد سلوى بوشعيب.